# Новоивановский сельсовет (Суджанский район)
Новоива́новский сельсовет — муниципальное образование со статусом сельского поселения в Суджанском районе Курской области Российской Федерации.
Административный центр — село Новоивановка.

## История
Статус и границы сельсовета установлены Законом Курской области от 21 октября 2004 года № 48-ЗКО «О муниципальных образованиях Курской области».

## Население
| 2002 | 2010 | 2012 | 2013 | 2014 | 2015 | 2016 |
| ---- | ---- | ---- | ---- | ---- | ---- | ---- |
| 690  | ↘455 | ↘433 | ↘428 | ↘426 | ↘419 | ↘409 |
| 2017 | 2018 | 2019 | 2020 | 2021 |      |      |
| ↗413 | →413 | ↘405 | ↗410 | ↘386 |      |      |

## Состав сельского поселения
| № | Населённый пункт | Тип населённого пункта       | Население |
| - | ---------------- | ---------------------------- | --------- |
| 1 | Александрия      | деревня                      | ↘1        |
| 2 | Зелёный Шлях     | хутор                        | ↘37       |
| 3 | Леонидово        | деревня                      | ↘56       |
| 4 | Новоивановка     | село, административный центр | ↘228      |
| 5 | Покровский       | хутор                        | ↘1        |
| 6 | Толстый Луг      | село                         | ↘132      |